# Amy-Eloise Markovc
Amy-Eloise Markovc, född Neale den 5 augusti 1995, är en brittisk långdistans- och medeldistanslöpare.

## Karriär
I mars 2021 vid inhomus-EM i Toruń tog Markovc guld på 3 000 meter efter att sprungit på tiden 8.46,53. Det var Storbritanniens första guldmedalj i mästerskapet. I augusti samma år vid OS i Tokyo blev Markovc utslagen i försöksheatet på 5 000 meter trots ett nytt personbästa på 15.03,22.

## Personliga rekord
| Utomhus - 800 meter – 2.07,84 (Long Beach, 15 april 2017) - 1 500 meter – 4.09,31 (Los Angeles, 16 maj 2019) - 1 engelsk mil – 4.27,13 (Raleigh, 6 augusti 2021) - 3 000 meter – 8.47,67 (Eugene, 20 augusti 2021) - 2 engelska mil – 9.21,98 (Eugene, 20 augusti 2021) - 5 000 meter – 15.03,22 (Tokyo, 30 juli 2021) - 10 000 meter – 31.25,91 (Irvine, 14 maj 2021) - 2 000 meter hinder – 6.37,27 (Lille, 10 juli 2011) - 3 000 meter hinder – 10.13,74 (Rieti, 18 juli 2013) - 5 km landsväg – 16.09 (San José, 28 november 2019) - 10 km landsväg – 32.35 (Manchester, 26 september 2021) | Inomhus - 1 500 meter – 4.08,68 (Birmingham, 19 februari 2022) - 1 engelsk mil – 4.35,12 (College Station, 11 mars 2017) - 3 000 meter – 8.44,15 (New York, 6 februari 2022) - 2 engelska mil – 9.30,69 (New York, 13 februari 2021) 0NR0 - 5 000 meter – 15.32,72 (Boston, 27 februari 2020) |